# Indan
Indanul este un compus organic cu formula chimică C6H4(CH2)3. Este un compus biciclic, lichid și incolor, fiind întâlnit în procent de aproximativ 0,1% în gudronul de cărbune. Este adesea obținut în urma reacției de hidrogenare a indenului.